# مصطفى نعمة
مصطفى نعمة، سياسي وعسكري سوري مواليد إدلب (1871م_…..) خريخ الكلية الحربية في الاستانة في عهد حكومة فيصل الأول وعين قائد فرقة عسكرية حاكماً عسكرياً ورئيس الشورى المجلس العسكري وفي عهد الانتداب الفرنسي استلم وزارة الأشغال العامة والمواصلات في حكومة دولة حلب (1921_1922).